# 蒂芬 (俄亥俄州)
蒂芬（Tiffin）位于美国俄亥俄州北部，桑达斯基河穿城而过，是塞尼卡县的县治所在。
根据美国人口调查局2000年统计，共有18135人，其中白人占96.26%、非裔美国人占1.46%。

## 名人
- 休·迈里克：美国众议员
- 约翰·R·古丁：美国众议员
- 保罗·吉尔摩：美国参议员、众议员
- 查尔斯·福斯特：美国财政部长、俄亥俄州州长、美国众议员